# Kritischer Realismus
Der Kritische Realismus ist eine philosophische, insbesondere ontologische und/oder erkenntnistheoretische Grundposition. Sie geht davon aus, dass eine bewusstseinsunabhängige Realität in etwa so existiert, wie sie wahrgenommen wird, aber nicht sofort und unmittelbar erkennbar ist. Der kritische Realismus geht davon aus, dass die Übereinstimmung zwischen der Wirklichkeit und ihrer mentalen Repräsentation abhängig von der Verarbeitung durch Wahrnehmung und Bewusstsein ist.

## Überblick
Der kritische Realismus geht davon aus, dass die menschliche Wahrnehmungswelt die außerphänomenale Realität zwar meist relativ gut abbildet, ihr aber nicht vollkommen entspricht. Als erste systematische Darlegung des Kritischen Realismus für die Psychologie der Wahrnehmung gilt der 1966 von Norbert Bischof verfasste Beitrag Erkenntnistheoretische Grundlagenprobleme der Wahrnehmungspsychologie, eine bis heute auch für die Gestalttheorie maßgebliche Abhandlung.
Als Grundthesen lassen sich ein ontologischer oder metaphysischer und ein erkenntnistheoretischer oder wissenschaftlicher kritischer Realismus unterscheiden
1. Metaphysik: Es gibt eine vom menschlichen Denken unabhängige, strukturierte Wirklichkeit.
2. Erkenntnistheorie: Diese Wirklichkeit ist für den Menschen zumindest bis zu einem gewissen Grade erkennbar.

Der kritische Realismus lehnt sich damit an die Common-Sense-Philosophie an, aber betrachtet den gesunden Menschenverstand nur unter Vorbehalten als gültig. Er unterscheidet sich als philosophisch reflektierte Konzeption vom naiven Realismus durch die Überprüfung. Insofern besitzt der kritische Realismus auch Bezüge zum Radikalen Konstruktivismus, da er wie dieser den unvermittelten Zugriff auf die Realität ablehnt und eher von einer Vermittlung durch die Wahrnehmung und durch kognitive Prozesse ausgeht. Die genannten Grundthesen teilen beide Positionen jedoch nicht. Auch vom Wissenschaftlichen Realismus grenzt sich der kritische Realismus ab.
Insofern ist der Kritische Realismus mit dem Fallibilismus verwandt, wie ihn einer der Hauptvertreter des Kritischen Rationalismus, Karl Popper, entwickelt hat. Der Fallibilismus geht von einer absoluten Wahrheit aus. Daher wird die Möglichkeit des Irrtums als produktiv erachtet, da er mit Hilfe der wissenschaftlichen Methodik der Falsifikation überprüft werden kann und zu einer Weiterentwicklung einer Theorie führen kann.
Hans Albert als einer der Hauptvertreter des Kritischen Realismus hat dieses Prinzip in seinem Münchhausen-Trilemma weiterentwickelt, um es auf der Basis der Logik universell anwendbar zu machen. Der Unterschied zum Kritischen Rationalismus liegt darin begründet, dass der Kritische Realismus von einer stärker ontologisch begründeten Basis ausgeht, die zwar auch auf einer erkenntnistheoretischen Rationalität im Sinne einer Falsifikation basiert, aber auch einer direkten empiristischen Überprüfbarkeit standhalten muss. Insofern versteht sich der Kritische Realismus als ein erkenntnistheoretisches Korrektiv zu einem reinen wissenschaftlichen Realismus.

## Vertreter
Als deutschsprachige Vertreter des Kritischen Realismus werden genannt: Nicolai Hartmann, Oswald Külpe, August Messer, Hans Driesch, Erich Becher, Alois Riehl, Johann Friedrich Herbart, Bernhard Bavink, William Stern, Aloys Wenzl, Norbert Bischof und Paul Tholey.
Hans Albert bezeichnet den Kritischen Realismus als wesentlichen Teil der erkenntnistheoretischen Position des Kritischen Rationalismus. George Santayana gilt als einflussreicher amerikanischer Vertreter des kritischen Realismus. Daneben werden Roy Wood Sellars und Arthur Lovejoy und – in einem weiteren Sinn – Bertrand Russell und C. D. Broad genannt, aber auch Alan Musgrave. Der kanadische Jesuit Bernard Lonergan entwickelte eine umfassende, kritisch realistische Philosophie. Angenommen wird auch, dass die Erkenntnistheorie des Aristoteles im Sinne des Kritischen Realismus interpretiert werden kann.